# Hans-Karl Rouette
Hans-Karl Rouette (* 3. September 1939 in Aachen) ist ein deutscher Textilchemiker, Autor und Textilunternehmer sowie katholischer Diakon und geistlicher Autor.

## Leben und Wirken
Nach seinem Abitur studierte Rouette von 1959 bis 1963 Chemie an der TH Aachen und promovierte 1965 zum Dr. rer. nat. in Textilchemie. Anschließend absolvierte er Postdocstudien bei Helmut Zahn in Aachen und Heinrich Zollinger an der ETH Zürich.
Von 1971 bis 1976 übernahm Rouette die Geschäftsführung des 1877 gegründeten Familienunternehmens „Färberei P. Rouette & Söhne“ in der Soers, konnte aber durch den Verfall der Tuchindustrie in Aachen die Schließung im Jahr 1979 nicht mehr aufhalten. Daraufhin wechselte er bereits 1976 an die Universität Hamburg, wo er als Dozent für Textiltechnologie in der Gewerbelehrerausbildung eingesetzt wurde. Im Jahr 1978 kehrte er nach Aachen zurück und lehrte als Fachhochschulprofessor zunächst an der FH Aachen und später bis zur Emeritierung 2004 an der FH Niederrhein in Mönchengladbach die Fächer Textilveredelung und Ökologie. Zudem war er 20 Jahre für die IHK Aachen als bestellter vereidigter Sachverständiger für Textilveredelung tätig.
Im Rahmen der Entwicklungshilfe beteiligte er sich an verschiedenen Projekten in Indien, Tibet, Philippinen, Algerien, Polen, Rumänien, UdSSR und in der DDR sowie ferner als Technikberater in Italien, USA, England, Südafrika, Türkei, Schweiz, Österreich und Deutschland. Des Weiteren schrieb Rouette rund 130 wissenschaftliche Fachartikel für internationale Fachzeitschriften und veröffentlichte mehrere Fachbücher.
Im Jahr 2009 wurde Rouette mit der Egon-Elöd-Medaille des Vereins der Deutschen Textilchemiker und Färber in Baden-Baden für sein Lebenswerk ausgezeichnet.
Parallel zu seinem Zivilberuf engagierte sich Rouette in der katholischen Kirche. Von 1980 bis 1983 absolvierte er einen Fernkurs in Theologie an der Domschule Würzburg und wurde 1984 durch Bischof Klaus Hemmerle im Aachener Dom zum Diakon geweiht. Anschließend übernahm Rouette bis 1986 und erneut ab 1991 die Aufgaben des Diakons an der Kirche St. Andreas in der Soers und war zwischenzeitlich von 1986 bis 1991 als Krankenhausseelsorger im Universitätsklinikum Aachen tätig. Im Jahr 2006 wurde Rouette altersbedingt von seinen diakonalen Aufgaben entpflichtet. 2009 wurde er in den Pfarrgemeinderat „Franziska von Aachen“ und später in den dortigen Kirchenvorstand gewählt. Schließlich wechselte er 2012 in das Gemeindeteam von St. Andreas, wo er noch bis 2015 tätig war.

## Schriften (Auswahl)

### Fachliteratur Textilwesen
- Über die Quervernetzung von Wolle sowie Wollproteinen mit Sebacinsäure-bis-p-Nitrophenylester, Dissertation, Aachen 1966
- Grundlagen der Textilveredlung : Handbuch der Technologie, Verfahren und Maschinen, Deutscher Fachverlag, Frankfurt am Main 1989, ISBN 978-3-87150-277-4
- Aachener Textilgeschichte(n) im 19. und 20. Jahrhundert : Entwicklungen in Tuchindustrie und Textilmaschinenbau der Aachener Region, Meyer & Meyer, Aachen 1992, ISBN 978-3-89124-137-0
- Textilbarone : industrielle (R)evolution in der Mönchengladbacher Textil- und Bekleidungsgeschichte, Laumann Verlag, Dülmen 1996, ISBN 978-3-87466-264-2
- Wörterbuch der Textilveredelung : Deutsch-Englisch, English-German = Dictionary of textile finishing, Springer 2002, ISBN 978-3-540-43214-2
- Handbuch Textilveredlung : Technologie, Verfahren, Maschinen, 2 Bände, Deutscher Fachverlag, Frankfurt am Main 2003, ISBN 978-3-87150-728-1
- Seide & Samt in der Textilstadt Krefeld, Deutscher Fachverlag, Frankfurt am Main 2004, ISBN 978-3-87150-846-2
- Enzyklopädie Textilveredlung, 4 Bände, Deutscher Fachverlag, Frankfurt am Main 2008/2009, ISBN 978-3-87150-957-5
- Unterwegs auf den Spuren der Schornsteine in der Euregio Maas-Rhein, Grenz-Echo-Verlag, Eupen 2008, ISBN 978-3-86712-022-7
- Tuch & Thermen : 1000 Einblicke in Aachens älteste Wirtschaftszweige für Textil-Kunden und Spa-Kurgäste, Grenz-Echo-Verlag, Eupen 2019, ISBN 978-3-86712-149-1

### Geistliche Schriften
- Christus als Gewand anziehen : eschatologische Antworten für kleine Propheten auf Jesu Spuren, Shaker Media Verlag, Aachen 2010, ISBN 978-3-86858-530-8
- Wo bist du geblieben, Jesus? : Ausgrabungsversuche zur Glaubensvertiefung durch biblische Bilder aus Israel als etwas anderer Pilgerbegleiter, Shaker Media Verlag, aachen 2011, ISBN 978-3-86858-673-2
- Kubus Oktogon Ellipsen : Plädoyer für 100-jährigen Sakralbau der Moderne, hoffnungsvolle Begegnungsräume im Bistum Aachen, Einhard Verlag, Aachen 2016, ISBN 978-3-943748-40-6

### Sonstige Veröffentlichungen
- Die Aachener Bilderbuch-Soers in bekannten Geschichten und fremden Ansichten, Sieprath Druck Service, Aachen 2013, ISBN 978-3-9814796-6-9
- „ Noch einmal davongekommen!“, Kriegstraumata und Befreiung von Aachenern 1933–1945, Sieprath Druck Service, Aachen 2013, ISBN 978-3-9814796-4-5